# Richland County (Illinois)
Richland County is een county in de Amerikaanse staat Illinois.
De county heeft een landoppervlakte van 933 km² en telt 16.149 inwoners (volkstelling 2000). De hoofdplaats is Olney.